# Schömberg (Turingia)
 Schömberg es una localidad en Turingia, Alemania.
- Datos: Q539029
- Multimedia: Schömberg (Weida) / Q539029

1. ↑  Worldpostalcodes.org, código postal n.º 07570.